# Afropavo congensis
Il pavone del Congo (Afropavo congensis Chapin, 1936), noto anche come pavone africano o mbulu dai Bakôngo, è una specie di pavone originaria del bacino del Congo. È una delle tre specie esistenti di pavone, all'interno della famiglia Phasianidae, e l'unico membro della sottofamiglia originaria dell'Africa, gli altri due sono il pavone comune (originariamente dell'India e dello Sri Lanka) e il pavone verde (originario del Myanmar e dell'Indocina), oltre ad essere l'unica specie del genere Afropavo.

## Descrizione

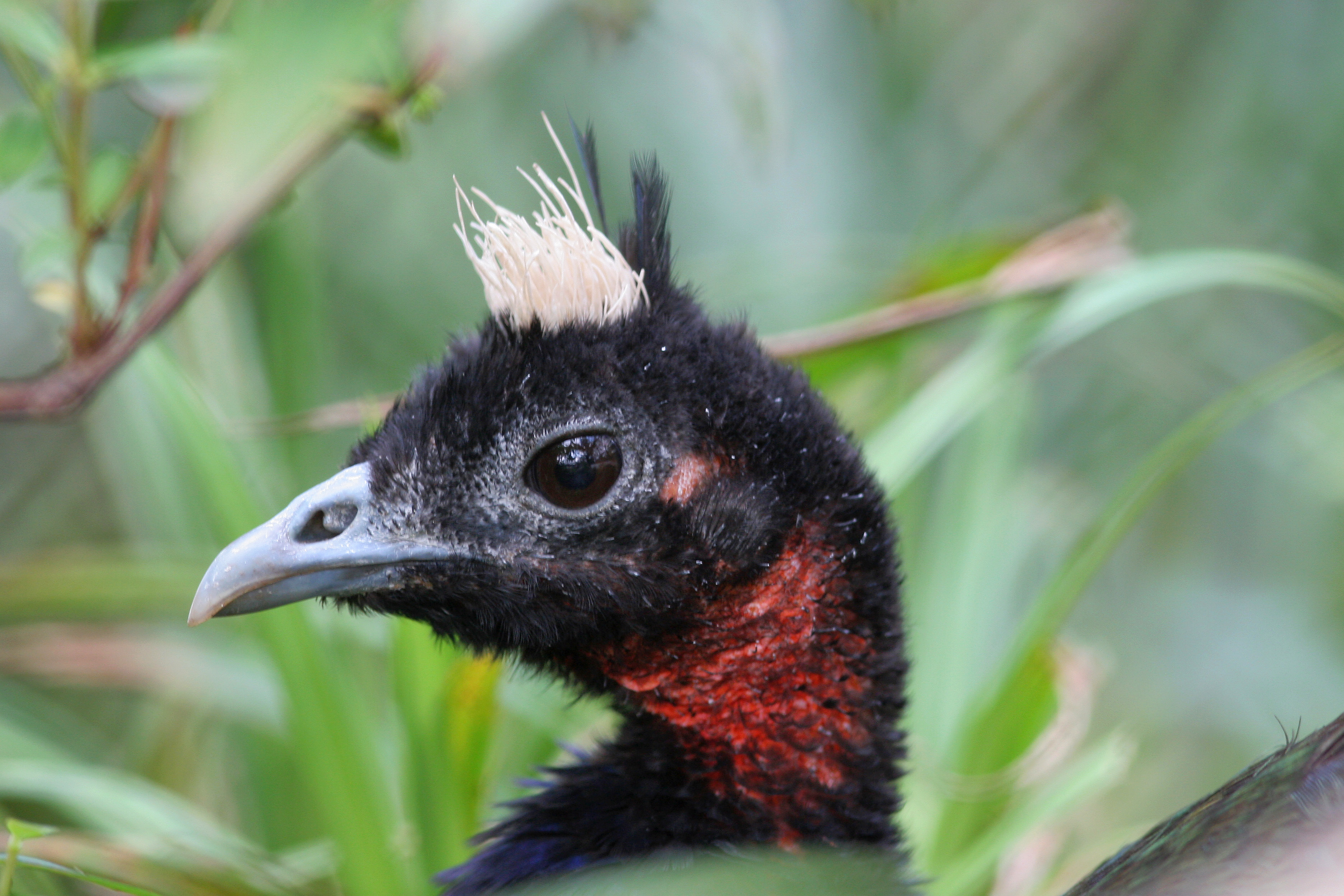
Testa di un maschio

Il maschio di questa specie è un grosso uccello lungo fino a 64–70 centimetri (25–28 pollici). Sebbene molto meno impressionanti dei suoi cugini asiatici, le penne del maschio sono anch'esse blu scuro con sfumature verdi metallizzate e viola. La pelle nuda presente sulla gola è rosso vivo, i piedi grigi, mentre la coda è composta da quattordici penne nere. Sulla nuca è presente una corona di piume filiformi, simili a peli, di colore bianco-giallognolo. Le femmine sono leggermente più piccole dei maschi, misurando fino a 60-63 centimetri (24-25 pollici) di lunghezza, presentando invece un piumaggio marrone castano con un addome nero, dorso verde metallizzato e una corta cresta marrone castagno. Entrambi i sessi assomigliano ai giovani dei pavoni asiatici; infatti i primi esemplari impagliati vennero erroneamente classificati come tali prima di essere ufficialmente riconosciuti come membri di una propria specie.

## Biologia

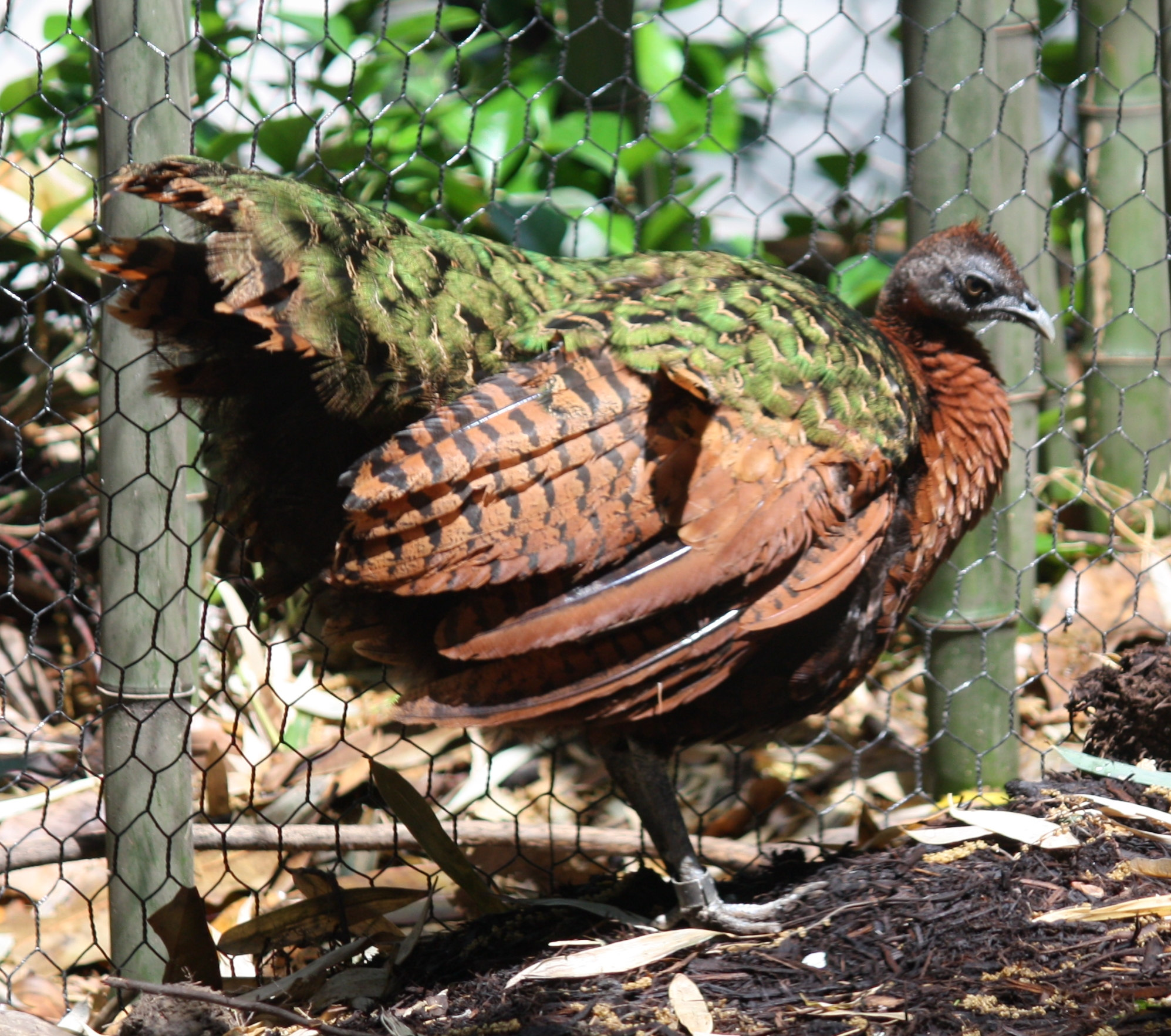
Una femmina, allo zoo di Cincinnati

### Dieta
I pavoni del Congo sono uccelli onnivori, con una dieta composta principalmente da frutta e insetti. Nella Repubblica Democratica del Congo la sua dieta include frutti degli alberi Allanblackia floribunda, Anonidium mannii, ulivi africani, palme d'olio, Klainedoxa gabonensis, l'albero del pane africano e Xylopia aethiopica, nonché una moltitudine di insetti, ragni, molluschi e vermi. Nel Parco Nazionale di Salonga, la sua dieta è tassonomicamente più ristretta nella foresta secondaria che nella foresta primaria.

### Riproduzione
Durante la stagione degli accoppiamenti, il maschio espone le penne della coda a ventaglia, come i suoi cugini asiatici, sebbene la "ruota" dei pavoni asiatici sia composta da penne copritrici del dorso, mentre la "ruota" del pavone del Congo è composta dalle penne della coda. I pavoni del Congo sono monogami, sebbene siano ancora necessarie informazioni dettagliate sull'accoppiamento di questi uccelli in natura. Durante il corteggiamento, il maschio emette un "gowe" molto acuto, mentre la femmina emette un basso "gowah", creando dei rumorosi duetti composti da un "rro-ho-ho-oa" di entrambi i sessi.

## Distribuzione e habitat
Il pavone del Congo è endemico delle foreste di pianura del Congo centrale della Repubblica Democratica del Congo, dove è stato anche designato come uccello nazionale. Si trova sia nelle foreste primarie che in quelle secondarie nel Parco nazionale di Salonga. La sua presenza nelle foreste primarie può essere rivelata dalla presenza di escrementi e piume, ritrovate soprattutto nelle zone di foresta in rigenerazione della foresta secondaria che nella foresta primaria. Nella foresta secondaria, invece, i suoi escrementi sono stati trovati vicino ai corsi d'acqua, dove gli alberi sono più piccoli e la diversità delle piante è inferiore rispetto alla foresta primaria.
Negli anni '90, l'animale è stato avvistato nel Parco Nazionale di Maiko, soprattutto nelle basse colline tra i bacini idrografici.

## Tassonomia
Il pavone del Congo venne registrato come specie solo nel 1936 dal Dr. James Chapin dopo la sua fallita ricerca dell'inafferrabile okapi. Il dottor Chapin notò come che i copricapi congolesi nativi erano adornati da lunghe piume bruno-rossastre che non corrispondevano a nessuna specie di uccello precedentemente nota. Successivamente, Chapin visitò il Museo reale per l'Africa centrale dove poté osservare due esemplari impagliati con piume simili a quelle dei copricapi indigeni ed catalogati come "pavone indiano". In seguito si scoprì che i due esemplari impagliati rappresentavano in realtà due esemplari di pavone del Congo, una specie completamente diversa. Nel 1955, Chapin riuscì infine a trovare sette esemplari vivi. Il pavone del Congo ha caratteristiche fisiche sia dei pavoni indiani che delle faraone, il che potrebbe indicare che la specie abbia un legame tra le due famiglie.

## Conservazione

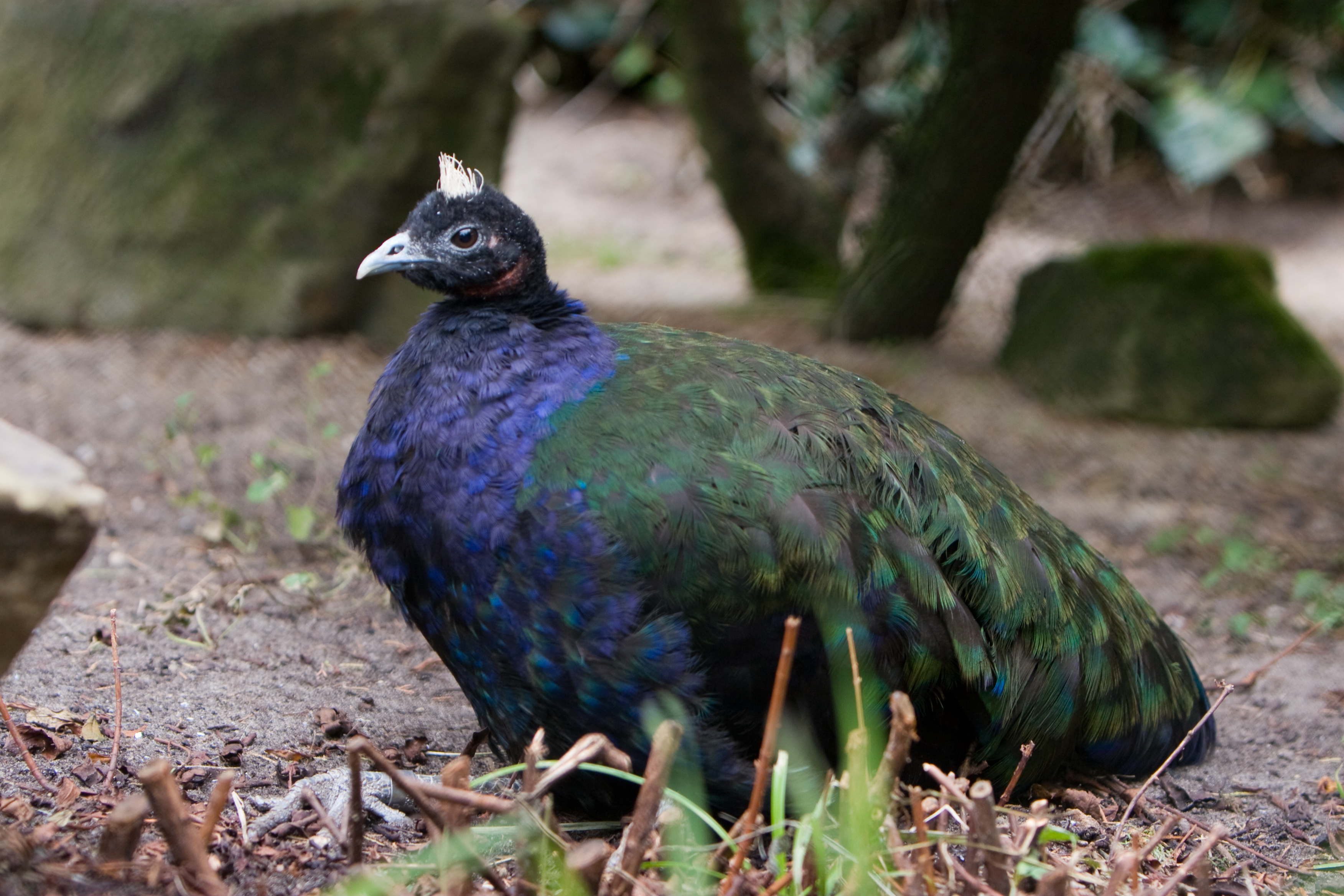
Un maschio, allo zoo di Anversa

Il pavone del Congo è minacciato dalla perdita dell'habitat causata dall'estrazione mineraria, dall'espansione delle coltivazioni e dal disboscamento illegale.
Il pavone del Congo è elencato come Vulnerabile nella Lista Rossa IUCN. Nel 2013, la popolazione selvatica era stimata tra i 2.500 e i 9.000 individui adulti. Dato il suo utilizzo della foresta rigenerante nel Parco Nazionale di Salonga, le foreste secondarie potrebbero essere un habitat importante da includere in una strategia di conservazione per la specie.
Sono stati avviati alcuni programmi di riproduzione in cattività nello zoo di Anversa, in Belgio, e nello stesso Parco nazionale di Salonga.